# Sistema de alerta

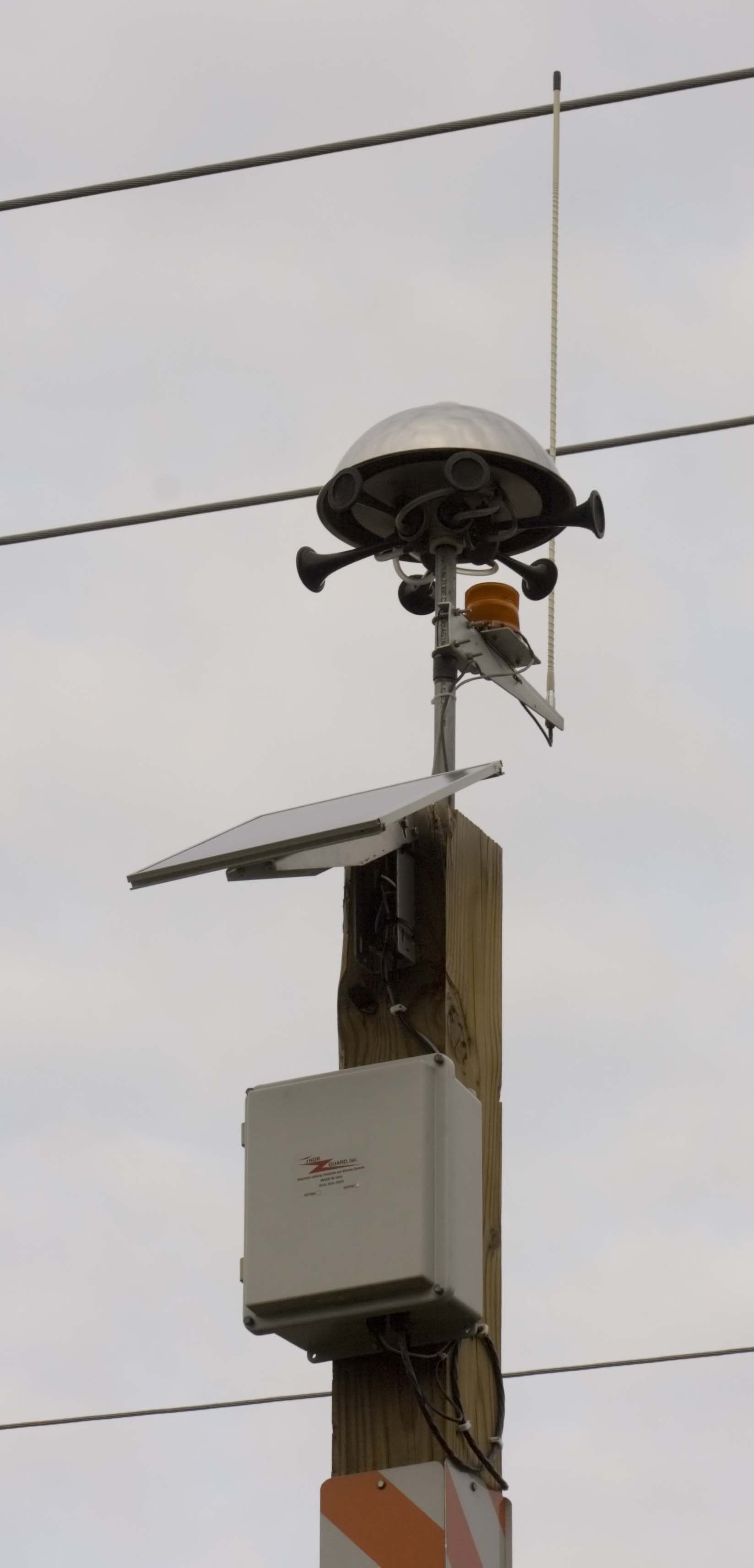
Sistema de alerta contra relâmpagos.

Um sistema de alerta é qualquer sistema de natureza técnica ou biológica, empregado por um indivíduo ou grupo de indivíduos, para informar sobre um possível perigo futuro. O objetivo de qualquer sistema de alerta é permitir ao seu usuário ou usuários tomar as providências necessárias para diminuir ou eliminar um perigo iminente.
Alertas não são efetivos a não ser que as pessoas reajam a eles. As pessoas são mais prováveis a ignorar um sistema que regularmente produz alarmes falsos (o efeito de O Pastor Mentiroso e o Lobo), mas reduzir o número de alarmes falsos geralmente também aumenta o risco de não dar um alerta quando é necessário.
Alguns alertas não são específicos: por exemplo, a probabilidade de um terremoto de uma certa magnitude em uma certa área dentro da próxima década. Esse tipo de alerta não pode ser usado para guiar precauções de curto prazo como por exemplo evacuação. Oportunidades para realizar precauções a longo prazo, como um código de construção e preparação para desastres, podem ser ignoradas.

## Sistemas de alerta biológico
- Aposematismo (exemplo: coloração de alerta)
- Alerta de canários domésticos
- Medo
- Dor

## Sistemas de alerta feitos pelo homem
- Alerta de emergência à população

### Sistemas de alerta civis
- Alberta Emergency Alert

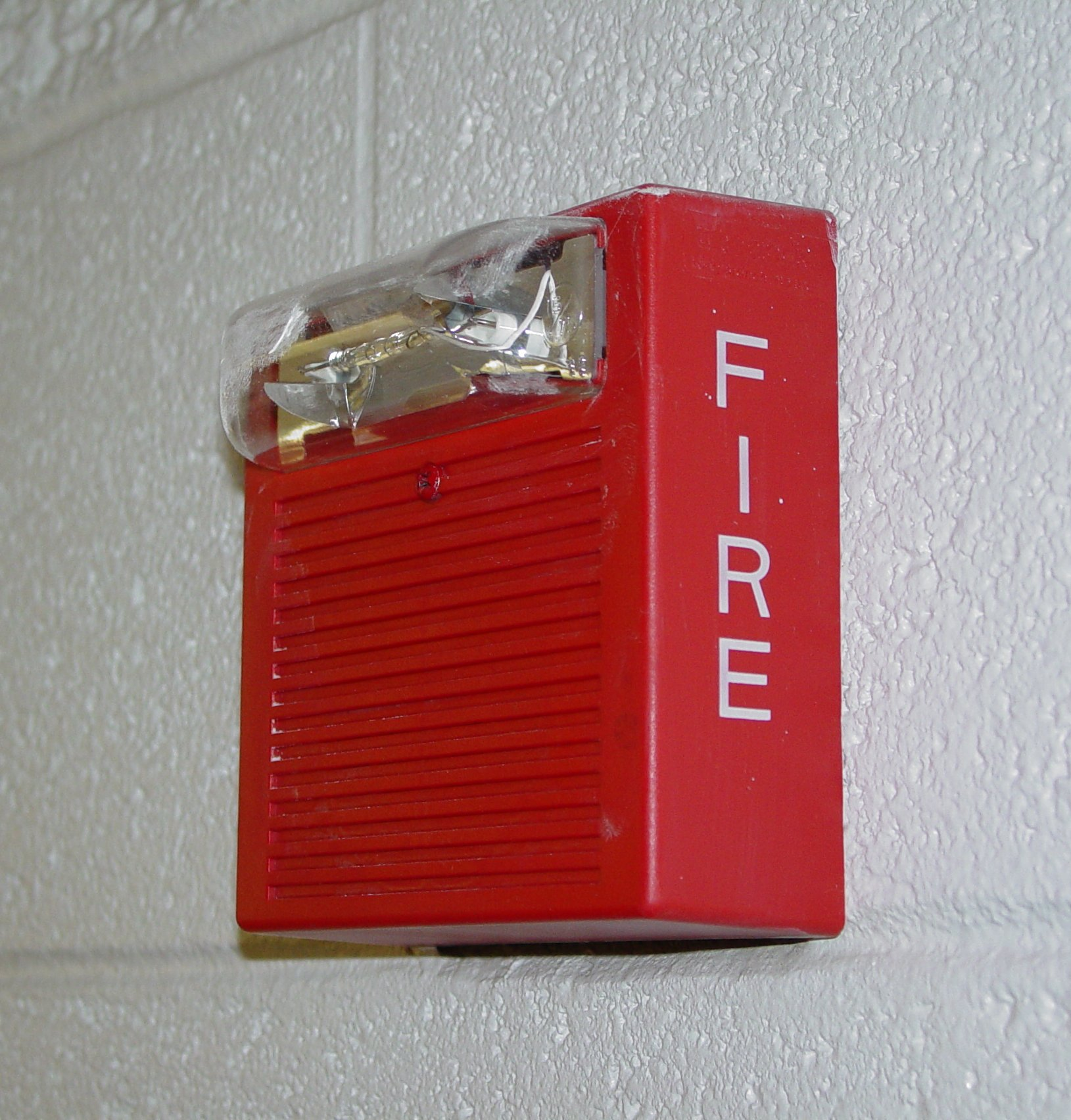
Um alarme de incêndio que avisa as pessoas se um prédio está pegando fogo

- Alberta Emergency Public Warning System (substituído pelo Alberta Emergency Alert)[3]
- Alert Ready (Canadá)
- Sistema de alerta automático
- Sistema de alerta de sequestro de criança
- Sistema de alerta de barragem
- Sistema de alerta de terremoto
- Sistema de alerta de cheias
- Emergency Alert System (EAS) (Estados Unidos)
- Famine Early Warning Systems Network
- Federal Civil Defense Authority
- Alarme de incêndio
- Alerta de vendaval
- Sistema de alerta de proximidade ao solo
- Indian Ocean Tsunami Warning System
- International Early Warning Programme
- J-Alert (Japão)
- Sistema de alerta de saída de pista
- National Severe Weather Warning Service
- N.E.A.R. (National Emergency Alarm Repeater)
- North Warning System
- Standard Emergency Warning Signal (Austrália)
- Traffic Collision Avoidance System
- Train Protection & Warning System
- Sistema de alerta de tsunami

### Sistemas de alerta militares
Sistemas históricos baseados em beacons:
- Sistema de sinais luminosos bizantinos na Ásia menor durante o século IX

Sistema antecipado de alerta de mísseis espaciais:
- Defense Support Program (Estados Unidos, a ser substituído pelo "Space-Based Infrared System")
- Space-Based Infrared System (SBIRS) (Estados Unidos)
- Oko, também conhecido como "SPRN" (Rússia)

Sistemas aéreos de alerta antecipado:
- Sistema Aéreo de Alerta e Controle ("AWACS" para a NATO, muitos países desenvolveram seus próprios sistemas "AEW&C")

Sistemas de radares de alerta antecipado terrestres:
- Ballistic Missile Early Warning System and PAVE PAWS (Estados Unidos)
- Radar Duga, também conhecido como "Pica-pau Russo" (Rússia)
- Dnestr (radar) (1º geração russa)
- Daryal (radar) (2ª geração russa)
- Voronezh (radar) (3ª e atual geração russa)
- Chain Home (Britânico, agora não mais usado)
- Chain Home Low (Britânico, agora não mais usado)
- ROTOR (Britânico, agora não mais usado)

Sensores ópticos:
- Sistema de alerta de bomba

Radiodifusão de emergência:
- CONELRAD (Estados Unidos, sucedido pelo Emergency Broadcast System)
- Emergency Broadcast System (EBS) (Estados Unidos, sucedido pelo Emergency Alert System)